# Sciastes carli
Sciastes carli är en spindelart som först beskrevs av Roger de Lessert 1907.  Sciastes carli ingår i släktet Sciastes och familjen täckvävarspindlar. Inga underarter finns listade i Catalogue of Life.